# Dammit (Growing Up)
«Dammit (Growing Up)» es una canción de la banda californiana Blink-182, lanzada el 23 de septiembre de 1997 e incluida en el álbum Dude Ranch como el segundo sencillo del mismo. Fue escrita por Mark Hoppus, la canción trata sobre la madurez y el envejecimiento. Se escribió sobre una ruptura ficticia y la dificultad de ver a una expareja con otra.
El sencillo se convirtió en el primer éxito a nivel internacional y logró grandes resultados en listas estadounidenses, logrando el puesto número once en la lista Hot Modern Tracks de Billboard. El video musical de la canción fue filmado por los directores Darren Doane y Ken Daurio, anteriores colaboradores del grupo, y muestra al trío en un cine donde Hoppus intenta recuperar a su exnovia. «Dammit» fue incluido más tarde en el álbum recopilatorio Greatest Hits.

## Antecedentes

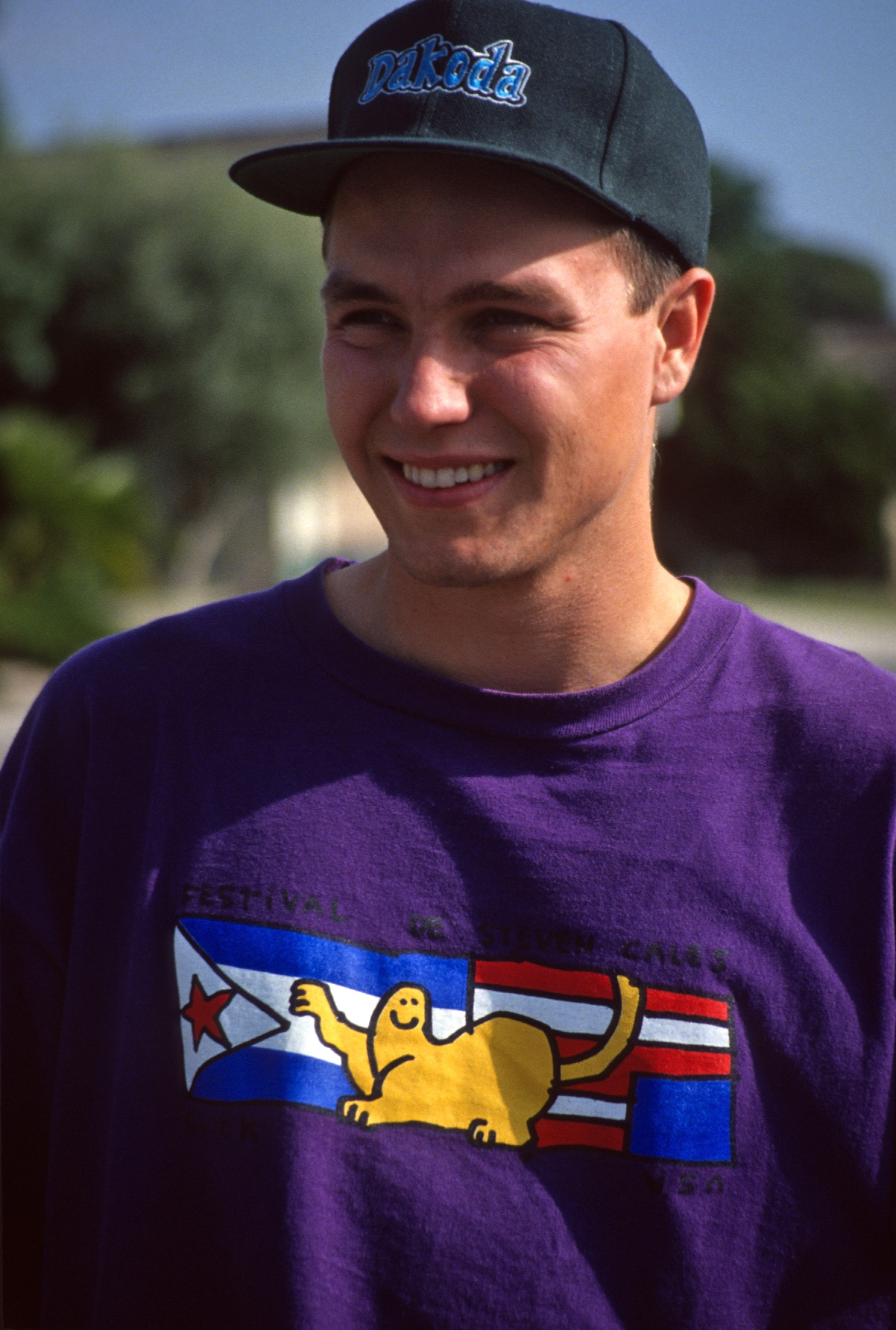
Mark Hoppus (fotografiado en 1994) fue el autor de la letra de «Dammit».

El bajista de Blink-182, Mark Hoppus, escribió la canción en un corto período de tiempo sobre una ruptura ficticia con una novia. Hoppus describió un escenario, detallado en la letra, donde los antiguos amantes se encuentran en público y uno está con alguien nuevo. «Realmente duele cuando no eres la persona que siente el amor, pero tienes que actuar como si fuera genial para salvar las apariencias». Sintió que la creación de la canción, que era espontánea, funcionaba a su favor: «Si trabajas en una canción durante semanas, lo estás forzando». La línea de guitarra característica de «Dammit» fue creada a partir de una guitarra acústica a la que le faltaban dos cuerdas. El guitarrista Tom DeLonge consideró la canción un gran avance en la composición de la banda.
La canción fue grabada entre diciembre de 1996 y enero de 1997 en Big Fish Studios en Encinitas, California. Fue escrita justo fuera del rango vocal de Hoppus, lo que requirió que él se esforzara para cantarla (la canción tiene una pista vocal notablemente más áspera y estridente que el resto del álbum). Mark comenzó a tener problemas vocales durante la grabación del álbum independientemente, debido a la falta de calentamiento vocal y al tabaquismo constante. Estos factores, combinados con el estrés de grabar la canción, llevaron a Hoppus a tensar significativamente sus cuerdas vocales, lo que obligó a la banda a cancelar la última semana de grabación del álbum en diciembre de 1996. «De hecho, me gusta mucho mi voz en 'Dammit'. Suena realmente cruda y genial», dijo Hoppus en una entrevista en 2001. «Pero no es una técnica que recomendaría para conseguir un buen sonido vocal. Ya sabes, fumar, gritar, y todo eso».
«Dammit» se establece en el compás del tiempo común, con un tempo de 215 pulsos por minuto (BPM). Está compuesto en un tono de do mayor con la voz de Hoppus que abarca los nodos tonales de C4 a G4, siguiendo la canción una secuencia de progresión de acordes común de I–V–vi–IV.

## Desempeño comercial
«Dammit» recibió una gran difusión en muchas estaciones de radio y se convirtió en el primer sencillo éxito de la banda. El plan de venta al por menor de MCA Records para el sencillo implicaba lanzarlo después de la temporada de la banda en Vans Warped Tour con el fin de asegurar una historia que ayude a promoverlo en la radio. El sello comenzó a promover la canción en agosto de 1997 y varias estaciones en el sur de California se apresuraron a comenzar a reproducir la canción, encontrando que era una buena combinación con los éxitos de radio de Green Day y The Offspring. Estaciones como KOME en San José estuvieron entre las primeras en reproducir la canción. «Dammit» fue lanzada en septiembre, y llegó a la radio de rock cuando se agregó a la lista de reproducción de KROQ, con sede en Los Ángeles. La radio de rock convencional recibió la canción en noviembre, y MTV el video musical, donde comenzó a recibir una gran rotación en diciembre. Esto llevó a presentar historias en revistas como Billboard y Rolling Stone.
La canción alcanzó el puesto número 11 en la lista de Billboard Hot Modern Rock Tracks, y pasó 28 semanas en la lista. También pasó nueve semanas en Mainstream Rock Tracks, alcanzando el puesto 26. Por último, se ubicó en la lista de reproducción al aire de Billboard Hot 100 de todos los géneros, permaneciendo durante nueve semanas y alcanzando el número 61. Las cifras de Billboard Airplay Monitor Report (BDS) informaron que el récord había recibido más de 1 000 giros en KROQ, colocándolo como la segunda pista más reproducida de 1998. Ocupó el tercer lugar en términos de reproducción total al aire en KNDD de Seattle y WXRK de Nueva York, alcanzando 900 reproducciones en ambas estaciones respectivas. El sencillo también estuvo entre las tres canciones más reproducidas en KITS de San Francisco, WBCN de Boston, CIMX de Detroit y KWOD de Sacramento durante el año. KEDJ de Phoenix reprodujo «Dammit» más de 1 400 veces durante el transcurso del año. La canción fue llamada un «elemento básico de radio» del rock moderno por Los Angeles Times. El éxito del sencillo fue en gran parte responsable de impulsar al álbum Dude Ranch a recibir una certificación de oro de Recording Industry Association of America por vender 500 000 copias. La canción pasó seis semanas en la lista Alternative 30 de la revista RPM en Canadá entre abril y mayo de 1998, alcanzando el número 15. Además de su éxito en América del Norte, también alcanzó el puesto 34 en las listas musicales de Australia, donde pasó dieciséis semanas entre diciembre de 1997 y abril de 1998.
El éxito de la canción sorprendió al grupo. El guitarrista Tom DeLonge, quien notó que muchas de las canciones de la banda estaban basadas en hechos reales, encontró inusual que una canción que no era directamente autobiográfica terminara conectando mejor con la amplia audiencia. Más tarde, recordó: «[Cuando 'Dammit' despegó], estábamos enloqueciendo. No podíamos creer lo que nos estaba pasando». Mientras tanto, Hoppus, como resultado del éxito del sencillo, comenzó a presentarse a sí mismo como «ese tipo que escribió 'duh nuh nuh nuh nuh duh nuh nuh nuh nuh, se la cogió'».

## Recepción
Scott Heisel, de la revista Alternative Press, nombró a «Dammit» como la «canción punk perfecta, todo el mundo la sabe, y probablemente esté siendo versionada en el sótano de alguien en este momento». En una crítica contemporánea, Chris Nelson, periodista de MTV News escribió: «El ritmo entrecortado y el melancólico espíritu pop de 'Dammit' recuerda a la banda de Chicago, Screeching Weasel, tanto como a la inquietud emocional de Descendents». La revista Consequence of Sound, en un top 10 de las mejores canciones de Blink-182 en 2015, clasificó a la canción en el número uno, comentando: «Los mejores compositores no capturan lo que estás pasando individualmente en tu vida, capturan cosas que son comunes a toda la humanidad, y hay algo en el coro de 'Dammit', algo en su apertura C, D, E que suena universal». En 2012 Complex examinó la canción a través de su inclusión en la película Ya no puedo esperar, nombrándola «una de las canciones más icónicas de los años 1990: esos tres acordes de guitarra inconfundibles, las dos voces intercambiando verso (una burlona, y la otra, unas octavas más bajas y guturales), y un estribillo punk altísimo». En Billboard, se describió como una «canción pop punk saltarina».

## En la cultura popular
La canción forma parte de la banda sonora de la película de 1998 Ya no puedo esperar (Can't Hardly Wait), y suena durante la escena en la que la policía disuelve una fiesta en una casa. También forma parte de la lista de canciones del videojuego Guitar Hero World Tour, junto con una representación de Travis Barker como personaje desbloqueable al completar la canción en modo batería.
La canción también ha sido versionada por diversos artistas como All Time Low, Cloud Control, Lisa Prank, FIDLAR, Good Charlotte, Of Mice & Men y Pierce the Veil, Best Coast y Skatune Network.

## Video musical
El video musical de «Dammit» es protagonizado por Mark Hoppus, que intenta alejar a su exnovia de su nuevo amante en un cine. El manager de la banda Rick DeVoe hace un cameo como asistente del snack bar. Fue dirigido por Darren Doane y Ken Daurio, quienes también dirigieron el videoclip de «M+M's» en 1995. Doane permitió a los músicos que improvisaran durante el rodaje. Hoppus y Tom DeLonge quedaron impresionados con la forma en que DeVoe retrataba a su personaje y le pidieron a Doane que trabajara su personaje más tiempo en pantalla. En el final, durante las imágenes de actuación del grupo, se puede apreciar a DeLonge diciéndole «Te amo» a Hoppus. Un póster de la película Farinelli (1994) es visible detrás del mostrador de la concesión.
En 2011, Mark subastó recuerdos de la banda para ayudar a donar a las víctimas del terremoto y tsunami de Japón, uno de los cuales fue su suéter naranja que usó en el video musical.

## Lista de canciones
| CD Estados Unidos (1997) |                                            |          |  |
| N.º                      | Título                                     | Duración |  |
| 1.                       | «Dammit» (Tom Lord-Alge remix; radio edit) | 2:46     |  |
| 2.                       | «Dammit» (Tom Lord-Alge remix)             | 2:46     |  |

| CD Australia (1997) |                                            |          |  |
| N.º                 | Título                                     | Duración |  |
| 1.                  | «Dammit» (Tom Lord-Alge remix; radio edit) | 2:46     |  |
| 2.                  | «Dammit» (Tom Lord-Alge remix)             | 2:46     |  |
| 3.                  | «Zulu»                                     | 2:07     |  |

## Personal
Créditos adaptados de la nota de álbum de Dude Ranch.
Ubicaciones
- Big Fish Studios, Encinitas, California
- Track Record Studios, North Hollywood, California

Blink-182
- Mark Hoppus: bajo y voz
- Tom DeLonge: guitarra
- Scott Raynor: batería

Producción
- Mark Trombino: producción, grabación y mezcla de audio
- Brian Gardner: masterización
- Tom Lord-Alge: remezcla

## Posicionamiento en listas

### Semanales
| Lista (1997-98)                                   | Mejor posición |
| ------------------------------------------------- | -------------- |
| Australia (ARIA)                                  | 34             |
| Canadá Rock/Alternative (RPM)                     | 15             |
| Estados Unidos Hot 100 Airplay (Billboard)        | 61             |
| Estados Unidos Hot Modern Rock Tracks (Billboard) | 11             |
| Estados Unidos Mainstream Rock Tracks (Billboard) | 26             |

### Fin de año
| Lista (1998)                                      | Posición |
| ------------------------------------------------- | -------- |
| Estados Unidos Hot Modern Rock Tracks (Billboard) | 27       |